# Dendromus oreas
Dendromus oreas is een zoogdier uit de familie van de Nesomyidae. De wetenschappelijke naam van de soort werd voor het eerst geldig gepubliceerd door Osgood in 1936.